# 1698 en littérature
| Années de la littérature : 1695 - 1696 - 1697 - 1698 - 1699 - 1700 - 1701    |
| Décennies de la littérature : 1660 - 1670 - 1680 - 1690 - 1700 - 1710 - 1720 |

Cet article présente les faits marquants de l'année 1698 en littérature.

## Événements
- Composition de la Satire XI de Boileau, qui est publiée en 1701[1].

## Parutions
- 6 février : achevé d’imprimer du recueil de Madame d'Aulnoy, Les Contes nouveaux ou les Fées à la mode, vol. 1, Paris, Veuve Théodore Girards, 1698 (présentation en ligne), en quatre tomes.

- 5 mars : date de la préface du pamphlet de Jeremy Collier, Short View of the Immorality and Profaneness of the English Stage : (« Coup d'œil sur l'immoralité du théâtre anglais ») (présentation en ligne), contre le théâtre.
- 16 mai : achevé d’imprimer de la deuxième édition de l’ouvrage de Bernard Le Bovier de Fontenelle, Histoire des oracles : Nouvelle édition, Paris, Michel Brunet, 1698 (présentation en ligne). L’auteur doit faire face aux attaques des dévots qui entourent Louis XIV, notamment le jésuite Baltus qui publie en 1707 une Réponse à l'Histoire des oracles, mais Fontenelle se garde de répliquer[2].
- 31 mai : achevé d’imprimer du traité de Jacques Bénigne Bossuet, Relation sur le quiétisme, Paris, Jean Anisson, 1698 (présentation en ligne).

- Algernon Sidney, Discourses Concerning Government, printed, and are to be sold by the booksellers of London and Westminster, 1698 (présentation en ligne) (« Discours sur le gouvernement »), posthume.
- Cornelis de Bruijn, Reizen van Cornelis de Bruyn door de vermaardste Deelen van Klein Asia, Delft, Gedrukt by Henrik van Krooneveld, 1698 (présentation en ligne) (« Voyage au Levant »).

## Naissances
- 22 juillet : Thomas L'Affichard, écrivain français, mort le 20 août 1753.
- William Moraley, écrivain américain mort en 1762.